# Franco Lucchini
Franco Lucchini, MOVM, (24 december 1914 – 5 juli 1943) was een Italiaanse gevechtspiloot uit de Tweede Wereldoorlog die onderdeel was van het expeditiekorps Aviazione Legionaria en van de Italiaanse luchtmacht Regia Aeronautica. Tijdens de Tweede Wereldoorlog behaalde hij 21 (volgens andere bronnen 22) individuele luchtoverwinningen, 52 gedeelde overwinningen en vijf overwinningen in Spanje tijdens de Burgeroorlog.
Hij werd geboren in Rome als zoon van een spoorwegambtenaar. Toen hij zestien jaar was, haalde hij zijn zweefvliegbrevet. In 1935 meldde hij zich aan bij de Italiaanse luchtmacht als reserveofficier, met de rang van luitenant. In juli 1936 behaalde hij zijn militaire vliegbrevet aan de vliegschool van Foggia . Vervolgens werd hij op 13 augustus 1936 opgeroepen voor actieve dienst en in diezelfde maand werd hij toegewezen aan het 91a Squadriglia, 10° Gruppo, 4° Stormo CT in Gorizia.

## Spanje
Lucchini kwam voor het eerst in actie tijdens de Spaanse Burgeroorlog in 1937, bij de 23° Gruppo CT, die als onderdeel van het expeditiekorps naar Spanje waren gestuurd. Tijdens het conflict behaalde hij, vliegend in een Italiaanse Fiat CR.32 jager, vijf luchtoverwinningen op in de Sovjet-Unie gebouwde vliegtuigen.  Op 12 oktober 1937 schoot hij zijn eerste vijandelijke vliegtuig neer. Die dag viel de 23° Gruppo, terwijl ze naar Zaragoza vlogen, vier Polikarpov RZ “Natasja's” verkenningsvliegtuigen, geëscorteerd door 24 jagers; negen I-16’s “Ratas” en 15 I-15 “Tsjajkas” aan. Aan het einde van het luchtgevecht, dat ongeveer vijftien minuten duurde, beweerden de Italianen dat er zeven (volgens andere bronnen elf) jagers waren vernietigd zonder dat er enige verliezen waren geleden. Wel waren er verschillende Fiat CR.32's beschadigd geraakt. Lucchini kreeg één kill op zijn naam geschreven. Enkele maanden later, op 7 januari 1938, claimde hij een gedeelde Polikarpov RZ.
Op 21 februari viel hij – samen met 23 andere Fiat CR.32-jagers – ongeveer 40 Republikeinse I-15 “Chatos” en I-16 “Moscas” jagers aan, die al in gevecht waren met 17 Messerschmitt Bf 109's. Duitsers en Italianen claimden naderhand 10 vijandelijke vliegtuigen neergehaald te hebben – en Lucchini kreeg één kill op zijn naam – maar de verliezen van de Republikeinen waren in feite twee vernietigde en twee beschadigde vliegtuigen. In Spanje werd hij twee keer neergeschoten. De tweede keer, op 22 juli 1938, werd hij neergehaald door een escorterende I-16 nadat hij een Toepolev SB-2 bommenwerper had neergeschoten. Hij wist uit zijn vliegtuig te springen, maar werd later gevangen genomen.

## Tweede Wereldoorlog
In 1940 werd Lucchini geplaatst bij de 10e Gruppo van de 4e Stormo CT, waar hij met de nieuwere Fiat CR42 dubbeldekkers missies vloog boven Noord-Afrika. Op 14 juni 1940 was hij betrokken bij de vernietiging van een Britse Gloster Gladiator dubbeldekker in het Buk Buk-gebied. Een week later schoot hij op 21 juni een Short Sunderland vliegboot neer in het Bardia gebied. Zijn 'kill' was hoogstwaarschijnlijk de Sunderland L2160/X van het 230e Squadron, bestuurd door Commandant G. Francis en Luitenant Garside. Ondanks dat ze zwaar beschadigd waren door explosieve kogels konden ze terugkeren naar Alexandria. Op 28 juli vertrok Luitenant Lucchini (met Sergeant Giovanni Battista Ceoletta van de 90e Squadriglia en Giuseppe Scaglioni van de 84e Squadriglia ) vanuit El Adem om een formatie Bristol Blenheims bommenwerpers te onderscheppen. De drie piloten schoten een Blenheim (K7178) van het 30e Squadron neer, waarbij tijdens de crash de voltallige bemanning omkwam. Een andere Blenheim van het 113e Squadron raakte zwaar beschadigd.
Een paar dagen later, op 4 augustus 1940, escorteerde Lucchini enkele Breda Ba.65's duikbommenwerpers, samen met andere CR42's. Enkele kilometers ten noordwesten van Bir Taieb El Essem onderschepte hij een Gloster Gladiator neer, waarschijnlijk gevlogen door de Zuid-Afrikaanse Marmaduke Pattle (die in de daaropvolgende acht maanden een van de meest succesvolle westerse geallieerde azen van de oorlog zou worden). Op 16 december vielen Lucchini en een andere piloot van de 4° Stormo een van de Hawker-jagers aan die drie Savoia Marchetti SM 79's bommenwerpers tussen Sidi Omar en Capuzzo had neergeschoten, waardoor het toestel gedwongen werd een noodlanding te maken: het was de Hurricane (V6737) van piloot-officier MacFadden van No. 73 Squadron RAF, die later werd geborgen en gerepareerd.
Op 27 juni 1941 claimde hij het neerhalen van een Hawker Hurricane jachtvliegtuig en deelde hij in nog vele andere overwinningen.  Op 24 Juli schoot hij nog een Gloster Gladiator neer en beschadigde hij drie Blenheim-bommenwerpers.
Medio 1941 vloog hij vanaf zijn basis in Sicilië, boven Malta, waar hij nu met C.200 eendekkers vloog. Op 27 september raakte hij gewond en moest hij enige tijd herstellen, voordat hij weer kon vliegen.
Op 30 november 1941 nam Kapiteit Lucchini het bevel over van het 84e Squadriglia van 4e Stormo . Eind 1941 werd 10e groep uitgerust met de nieuwere en betere C.202 . 
Tijdens de gevechten boven Malta voegde hij nog twee overwinningen aan zijn totaal toe. Zijn eerste overwinning met de C.202 behaalde hij op 9 mei 1942 met het neerhalen van een Supermarine Spitfire jachtvliegtuig, terwijl hij vijf CANT Z.1007bis bommenwerpers van de 210e Squadriglia BT escorteerde. Zijn tweede kill – nog een Spitfire – werd op 15 mei opgeëist tijdens het escorteren van drie Savoia-Marchetti SM.84 bis bommenwerpers van de 4e Gruppo BT . Maar – volgens sommige bronnen – leed de RAF helemaal geen verliezen bij deze luchtgevechten. Op 26 mei 1942 keerde 4e Stormo terug naar Libië voor een tweede missie in de woestijn van Noord-Afrika.
Tijdens de tweede helft van 1942 was Lucchini betrokken bij meerdere luchtgevechten, waarbij hij minstens 14 luchtoverwinningen behaalde en er nog vele anderen deelde. Op 4 juni behaalde hij zijn eerste overwinning over een Curtiss P-40 jachtvliegtuig boven Bir Hakeim. Op 17 juni schoot hij nog een P-40 neer, maar dan boven Sidi Rezegh. Op 10 juli leidde Lucchini elf C.202's van 84e Squadriglia, 10e Gruppo, in een vrije jachtmissie in het El Alamein-gebied en viel een formatie van 15 P-40's aan. De Curtiss P-40's namen een verdedigende formatie aan, ookwel een Lufbery-cirkel genoemd. Het gevecht eindigde na 30 minuten, toen de Italiaanse vliegtuigen alle munitie verbruikt hadden. Lucchini claimde één neergehaalde P-40 en nog eens drie exemplaren werden door andere Italiaanse piloten geclaimd.
Op 16 juli 1942 raakten Lucchini en andere piloten van 84a, 90a en 91a Squadriglia slaags met 31 jagers, waarvan 25 P-40 jagers en zes Spitfire jagers boven Deir el Qattara. Hij deelde in het neerhalen van een Curtiss-jager, maar zijn vliegtuig werd geraakt door vijf kogels, waarvan er één een brandstoftank in de linkervleugel doorboorde. Hij kon echter landen op El Quteifiya, hoewel hij verdoofd was door brandstofdampen. Op 24 oktober werd hij zelf neergehaald nadat hij een Curtiss P-40 en een Douglas Boston bommenwerper had neergeschoten. Hij werd naar in het ziekenhuis opgenomen en vervolgens naar huis gebracht met een score van 25 kills. Na zijn herstel in juni 1943 kon hij zich, vlak voor de invasie van Sicilië, weer aansluiten bij de 10e Gruppo, die daar ook gelegerd was. 

## Laatste missie
Op 5 juli 1943 steeg Lucchini voor het laatst op in zijn C.202 met 26 andere piloten van de 4e Stormo om 52 Boeing B-17 Flying Fortresses bommenwerpers van de USAAF te onderscheppen. Waarschijnlijk behoorde deze bij de 99th Bomber Group, die op weg waren om de vliegvelden rond Catania te bombarderen, zij werden geëscorteerd door 20 Spitfires van het 72 en 243 Squadron. De Italianen voerden een frontale aanval uit op de bommenwerpers boven het vliegveld Gerbini, waarbij ze de begeleidende Spitfires compleet negeerden. In de lucht boven Catania wist Lucchini – samen met andere piloten – drie bommenwerpers te beschadigden en vervolgens een Spitfire neer te schieten. Later werd hij zelf neergeschoten door zwaar verdedigingsvuur en storte hij ten oosten van Catania neer. Bij zijn dood had Lucchini 22 luchtoverwinningen op zijn naam staan, wat hem tot een van de hoogst geplaatste Italiaanse azen maakte. Deze doden werden geclaimd tijdens 70 luchtgevechten, gedurende 294 missies (of 262 missies). Hij kreeg ook 52 gedeelde claims op zijn naam.

## Prijzen
- Herinneringsmedaille voor de campagne in Spanje.
- Medaille van verdienste voor de vrijwilligers van de Spaanse Burgeroorlog.
- Gouden Medaille voor Militaire Dapperheid
- Zilveren Medaille voor Militaire Dapperheid
- Bronzen Medaille voor Militaire Moed
- War Merit Cross
- IJzeren Kruis
- Vermeld in het Bollettino di Guerra (Oorlogsbulletin) op 5 september 1942 en 6 juli 1943